# Duque de Ciudad Real
Duque de Ciudad Real (em castelhano:  Duque de Ciudad Real) é um título hereditário na Nobreza da Espanha acompanhado da dignidade de Grande, concedido em 1613 por Filipe III a Alonso de Idiázquez, 1.º Conde de Aramayona e Vice-rei de Navarra.
Ao contrário da crença comum, o título faz referência a comuna de Cittareale, na província de Rieti, e não à cidade de Ciudad Real, na Espanha. O primeiro duque recebeu o feudo sobre Cittareale no Reino de Nápoles, daí a tradução em espanhol para "Ciudad Real".

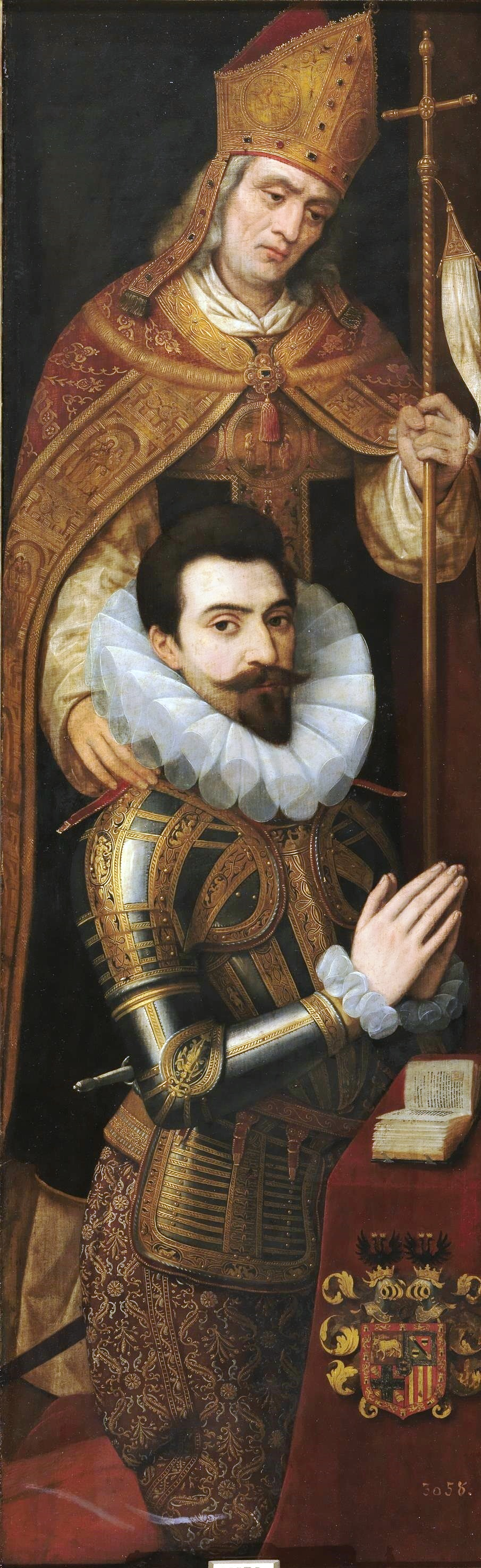
Retrato do 1.º Duque de Ciudad Real por Otto van Veen, ca. 1589

## Duques de Ciudad Real (1613)
- Alonso de Idiázquez y Butrón, 1.º Duque de Ciudad Real : (1613-1618)
- Juan Alonso de Idiázquez y Butrón, 2.º Duque de Ciudad Real : (1618-1653)
- Francisco Alonso de Idiázquez y Álava, 3.º Duque de Ciudad Real : (1653-1658)
- Francisco de Idiázquez y Borja, 4.º Duque de Ciudad Real : (1658-1711)
- Juana María de Idiázquez y Borja, 5.ª Duquesa de Ciudad Real : (1711-1712)
- María Antonia Pimentel e Idiázquez, 6.ª Duquesa de Ciudad Real : (1712-1728)
- Ana María de Orozco y Villela, 7.ª Duquesa de Ciudad Real : (1728-?)
- Joaquín Antonio Osorio y Orozco, 8.º Duque de Ciudad Real : (?-1782)
- Benito Osorio e Lasso de la Vega, 9º. Duque de Ciudad Real : (1782-1819)

### Recriação pelo Rei Alonso XIII
- Andrés Avelino de Salabert y Arteaga, 10.º Duque de Ciudad Real : (1888-1925)
- Casilda de Salabert y Arteaga, 11.ª Duquesa de Ciudad Real : (1925-1936)
- Luis Jesús Fernández de Córdoba y Salabert, 12º Duque de Ciudad Real : (1940-1956)
- Victoria Eugenia Fernández de Córdoba e Fernández de Henestrosa, 13.ª Duquesa de Ciudad Real : (1959-2013)
- Alexandre Gonzalo de Hohenlohe-Langenburg e Schmidt-Polex, 14.º Duque de Ciudad Real : (2013-)